# Haagsche Schaakgenootschap
Het Haagsche Schaakgenootschap (1803–1808) was een Nederlandse schaakvereniging in Den Haag. Het staat te boek als de oudstbekende sportvereniging in Nederland.

## Geschiedenis
J.D. Janssen was een van een zevental oprichters van het genootschap. Het ledental groeide in het eerste levensjaar uit tot ruim 40 leden. In 1805 waren dat er 81. Veel leden waren van adel en kwamen uit militaire en regeringskringen. Laatstgenoemde groep was vermoedelijk ook de oorzaak voor de teloorgang van het genootschap in 1808: het hof en regering van toenmalig koning Lodewijk Napoleon werd dat jaar van Den Haag naar Amsterdam verkast, met een instant leegloop van de vereniging als gevolg.

## Leden
De leden werden in tien klassen onderscheiden, een rangschikking dat jaarlijks volgens de wetten van de vereniging bijgesteld werd op basis van de prestaties van de schakers. Deze klassering werd vooral gebruikt om de benodigde voorzet te geven als er tussen spelers van verschillende sterkte gespeeld werd.
Elias Stein en Van Zuylen van Nyevelt waren honoraire leden. Stein zou op het genootschap gespeeld en lesgegeven hebben. Jan de Quack en Friedrich Wilhelm von Mauvillon, een in Den Haag gestationeerde kolonel in Pruisische dienst en student van Stein, waren leden van de derde rang. Mauvillon schreef ook schaakliteratuur waaronder een biografie over Elias Stein. De Quack deed de vertaling hiervan naar het Nederlands.
Andere leden waren met name diverse mensen met de achternaam Troost, Van Westrenen, Immerzeel, Stark, Spoelstra (vader van Bernardus Spoelstra), Romswinkel, Hoed Verbeek, Mohr, F. du Bois uit Schiedam, en een drietal met de achternaam Boogaard.